# Clutia eckloniana
Clutia eckloniana là một loài thực vật có hoa trong họ Peraceae. Loài này được Müll.Arg. mô tả khoa học đầu tiên năm 1866.